# Biola University

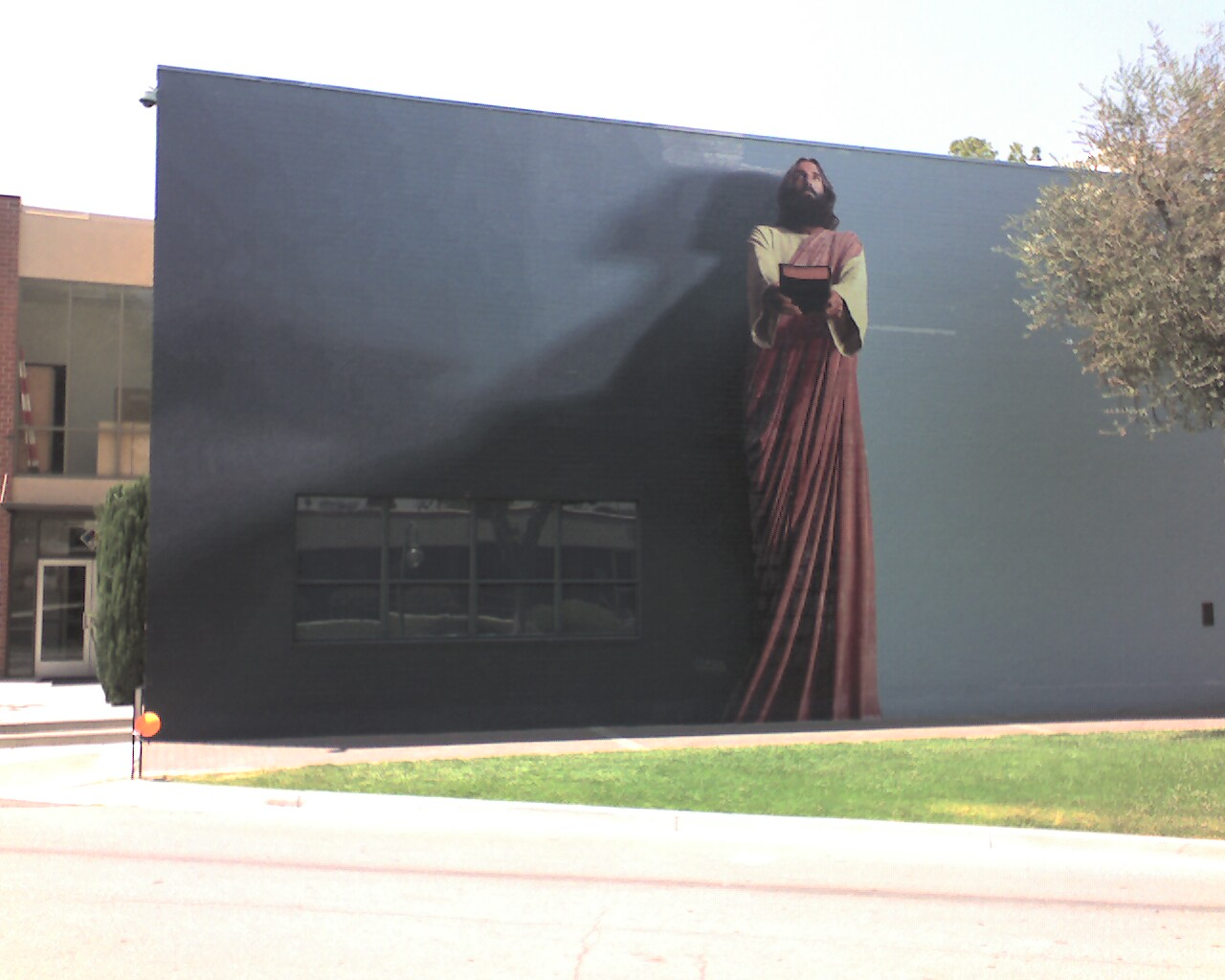
Muralmålningen The Word av Kent Twitchell

Biola University, kristet, evangelikalt universitet i La Mirada i Los Angeles storstadsområde, Kalifornien, USA. Grundat 1908 som Bible Institute of Los Angeles.